# Jorge Villalba
 Jorge Villalba, (Argentina, 1927 - San Martín de los Andes, 5 de septiembre de 2001, Neuquén, Argentina). fue un actor de cine teatro y televisión argentino.

## Su vinculación con el teatro
Atraído por el teatro  desde su adolescencia, inició su carrera en el teatro independiente cuando éste convocaba a grandes auditorios en diversas obras de autores clásicos y contemporáneos. Su primer éxito fue en la obra Un viejo olor a almendras amargas , de Abel Mateo, acompañado por Eduardo Bergara Leumann. Ya profesional, lo dirigió Marcelo Lavalle en  La zorra y las uvas  y Las brujas de Salem; por Salvador Santángelo en  El reñidero , en la versión ofrecida en 1980, acompañado por Alberto Segado y en Hamlet , donde interpretó el personaje de Leartes y trabajó con Miguel Bebán.
Luego vinieron, entre otros títulos, La araña y la mosca, de Jorge Blanco; Rebelión en las Malvinas, de Manuel Ferradás Campos; Buen día, monsieur Gauguin, de Héctor Schujman, y Julio Riestra ha muerto, de María Luisa Levinson. Miembro de la Asociación Argentina de Actores desde 1956, otros grandes actores con los que trabajó fueron Orestes Caviglia, Mario Soffici y Francisco Petrone. En 1985 dirigió Pioneros, de Hugo Luis Saccocia, en el marco Festival Nacional de Teatro, que se desarrolló en el Teatro Nacional Cervantes.

## Cine
Sus primeros pasos en el cine fueron en Alta política una película de 1957 dirigida por Raúl Geynal que no tuvo estreno comercial y Pobres habrá siempre (1958) dirigido por Carlos Borcosque.
Además de esos directores, trabajó también en numerosas películas conducido por Lucas Demare, Leopoldo Torre Nilsson, Lautaro Murúa, Manuel Antín y –en sus dos aportes más importantes al cine- por Leonardo Favio en  Juan Moreira, donde interpretó a Julián Andrade, y Héctor Olivera  en La Patagonia rebelde, en el papel del gaucho Cuello. En 1995, ya viviendo en el sur, participó en el filme La nave de los locos, de Ricardo Wullicher y en el teleteatro Alen, luz de luna.

## Traslado a laPatagonia
En 1971 conoció San Martín de los Andes durante la filmación de Mi hijo Ceferino Namuncurá, bajo la dirección de Jorge Mobaied y diez años después se instaló allí en forma definitiva desarrollando una intensa actividad cultural en distintos puntos del sur argentino -inauguró una sala teatral, organizó ciclos de cine nacional- y puso en escena con numerosos elencos, importantes obras teatrales, por lo que un año antes de fallecer fue galardonado por el Instituto Nacional de Teatro por su sobresaliente trayectoria artística. En 1982, a poco de su llegada y gracias a su entusiasmo y tesón, se inauguró el Teatro San José con un recital poético de autores neuquinos. El teatro se abrió en el edificio donde había estado la antigua iglesia y que se usaba sólo como depósito de muebles. Después de largas tramitaciones y mediando la buena disposición de la entonces intendente, Josefina Ragusi, la Curia, con sede en Bahía Blanca, cedió el edificio al municipio para transformarlo en sala teatral. Usó sus contactos para que la televisión conociera las virtudes de la ciudad y así vinieron tiras como Al Sur, Pasión o la exitosa Alén, Luz de Luna.

## Evocación
De mirada profunda, con un intenso celeste en sus ojos, su recia estampa y su voz honda hicieron de Jorge Villalba, uno de esos actores que suelen definirse como “marcados a hachazos”, emblemáticos para personajes de guapo, de villano y, ocasionalmente, de cálido componedor de problemas cotidianos que él dirimía con la entrañable ternura de su sonrisa de hombre sabio y tolerante.
Falleció de cáncer en el hospital Ramón Carrillo de la ciudad donde residía, el 5 de septiembre de 2001.

## Filmografía
- La nave de los locos (1995) .... Ramírez
- Las travesuras de Cepillo (1981)
- Cuatro pícaros bomberos (1979)
- El casamiento de Laucha (1977)
- La aventura explosiva (1977)
- Los orilleros (1975)
- El muerto (1975)
- Difunta Correa (1975)
- Cacique Bandeira (1975) .... Mocho
- La Patagonia rebelde (1974) .... Florentino Cuello 'El gaucho'
- La vuelta de Martín Fierro (1974)
- Juan Moreira (1973) .... Julián Andrade
- ¿De quiénes son las mujeres?  (1972)
- Mi hijo Ceferino Namuncurá (1972)
- El gallo ciego (cortometraje) (1972)
- Un guapo del 900 (1971)
- Argentino hasta la muerte (1971)
- Un gaucho con plata (1970)
- Chão, amor (1968)
- Un lugar al sol (1965)
- Operación "G" (1962) .... Elías Vega "El Chino"
- La sed (1961)
- Un guapo del 900 (1960)
- Campo virgen (1959)
- El secuestrador (1958)
- Detrás de un largo muro (1958) .... Amigo 2 de Pedro
- Pobres habrá siempre (1958) … Gregorio Olmos
- Alta política (inédita) (1957)
- La fiesta de todos (1979) ….Él mismo.

## Televisión
- Alén, luz de luna (1996) 1 episodio
  -  Episodio #1 (1996) .... Félix De Biase
- Tu mundo y el mío (1987) Serie .... (1987)
- María de nadie (1985) Serie .... Aquiles
- Sola (1983) Serie .... Agrelo
- Hombres en Pugna (1980) Serie .... Sargento
- Un ángel en la ciudad (1980) Serie .... Anselmo
- Una escalera al cielo (1979) Serie.... Camilo
- Renato (1978) Serie ... Anselmo
- Una promesa para todos (1978) Serie.... Luis
- Malevo (1972) Serie .... Valerio